# Jean-Alban Bergonié
Jean Alban Bergonié, né le 7 octobre 1857 à Casseneuil (Lot-et-Garonne) et mort le 2 janvier 1925 à Bordeaux, est un médecin français, spécialiste de cancérologie.
L'Institut Bergonié (Centre régional de lutte contre le cancer) à Bordeaux, premier centre anti-cancéreux de province, est fondé par ses soins en 1923, à l'hôpital Saint-André.

## Aperçu biographique
À la suite de la mort précoce de son père cafetier, Jean Alban Bergonié est élevé par sa mère, qui ne le quittera qu'à sa mort en 1905. Après ses études secondaires à Marmande, il fait ses études de médecine et de sciences à Bordeaux. Licencié ès sciences physiques en 1880, il est docteur en médecine, puis agrégé en 1883. En 1891, à l'âge de 34 ans, il devient titulaire de la chaire de physique. Il habite dans la rue du Temple à Bordeaux, et possède une petite propriété près de Saint-Morillon. Il y organise régulièrement pour ses élèves des parties de chasse et de tennis, suivies de réunions studieuses et conviviales. Bien que professeur en sciences fondamentales et non clinicien, il prend l'initiative de soigner des patients en utilisant la röntgenthérapie et la curiethérapie. Ces techniques sont très récentes, puisque les rayons X ont été découverts en 1895 par Roentgen et le radium en 1911 par Marie Curie-Sklodowska. Le professeur devient donc le précurseur de la radiobiologie.Il est élu membre correspondant non-résident de l'Académie nationale de médecine le 26 février 1895.
Lorsque la Première Guerre mondiale éclate, il est mobilisé le 6 août 1914 dans des fonctions de médecin-chef de l’hôpital militaire de Grand-Lebrun où il va créer le premier service d'électroradiologie de la XVIIIe région. Il est nommé médecin expert en 1915.
Atteint de radiodermite, il doit subir plusieurs amputations.
Personnalité aux multiples facettes et aux multiples talents, précurseur dans de nombreux domaines, il a su par son travail, son énergie et son charisme, promouvoir en France une organisation cohérente et efficace de la lutte contre le cancer. Le Centre de Lutte Contre le Cancer de Bordeaux porte son nom depuis 1945.
Il fut président du groupe Espérantistes de Bordeaux de 1904 à 1911[réf. nécessaire].
Il meurt le 2 janvier 1925 et lègue son corps à la science. Il est inhumé dans le cimetière de la Chartreuse à Bordeaux le 5 janvier, division H, rang 7 dans le caveau Henry Chevalier.

## Distinctions
- Officier de l'Instruction publique (1895)
- Commandeur de l'ordre du Nichan Iftikhar (1896)
- Officier de l'ordre du Mérite agricole (1920)
- Grand-croix de la Légion d'honneur (1924)

## Éponymie: la loi de la radiosensitivité de Bergonié et Tribondeau

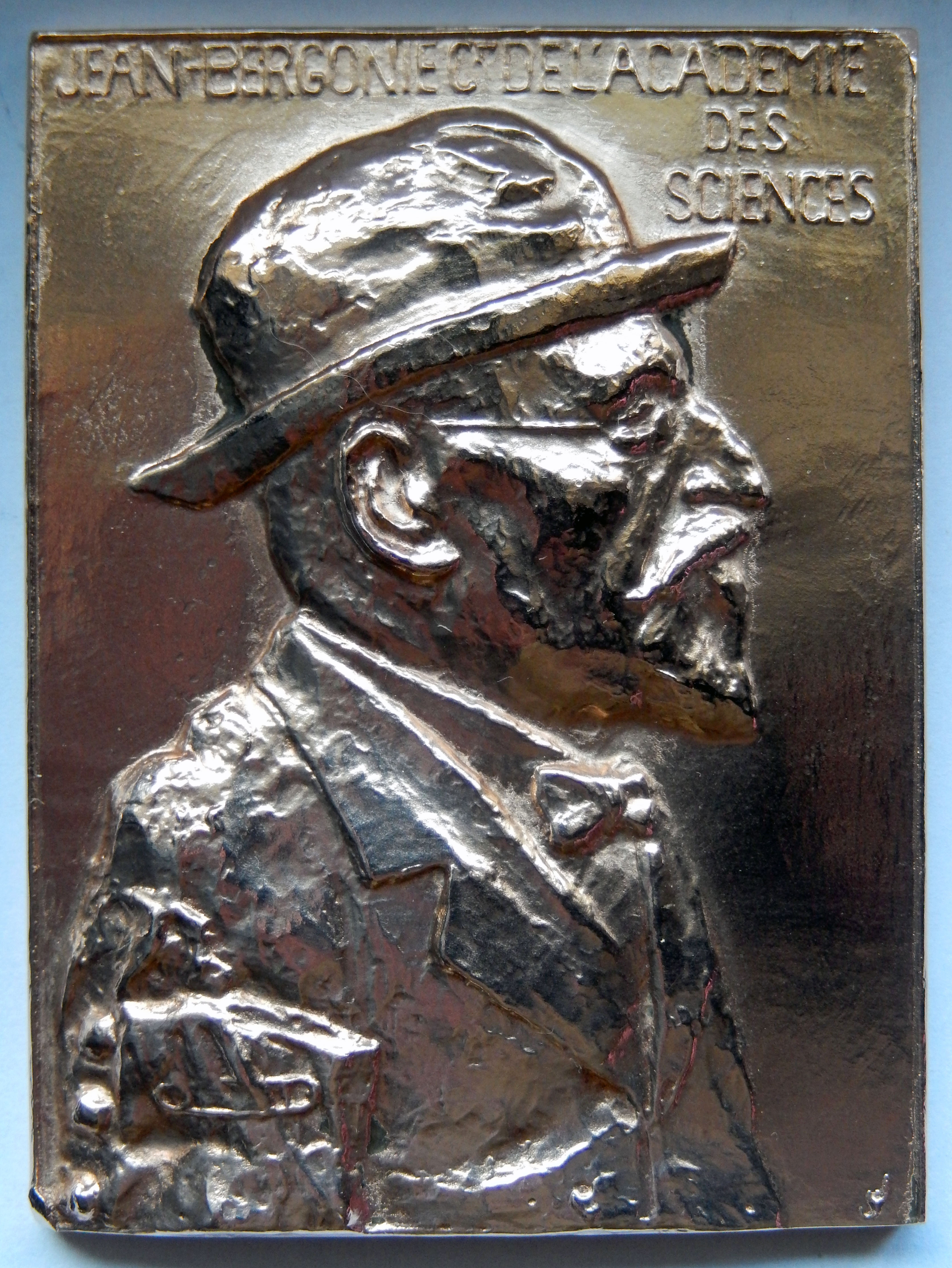
« Médaille Jean Bergonié (1857-1925) » de l'Académie des sciences. Graveur J. J[acob ?], Bronze, 70 x 52 mm, 162 g.

En 1906, Jean-Alban Bergonié et Louis Tribondeau ont montré que la radiosensitivité (en) d'une cellule varie, :
- proportionnellement à sa capacité de division ;
- en fonction inverse à son degré de différenciation[9].

## Œuvres et publications

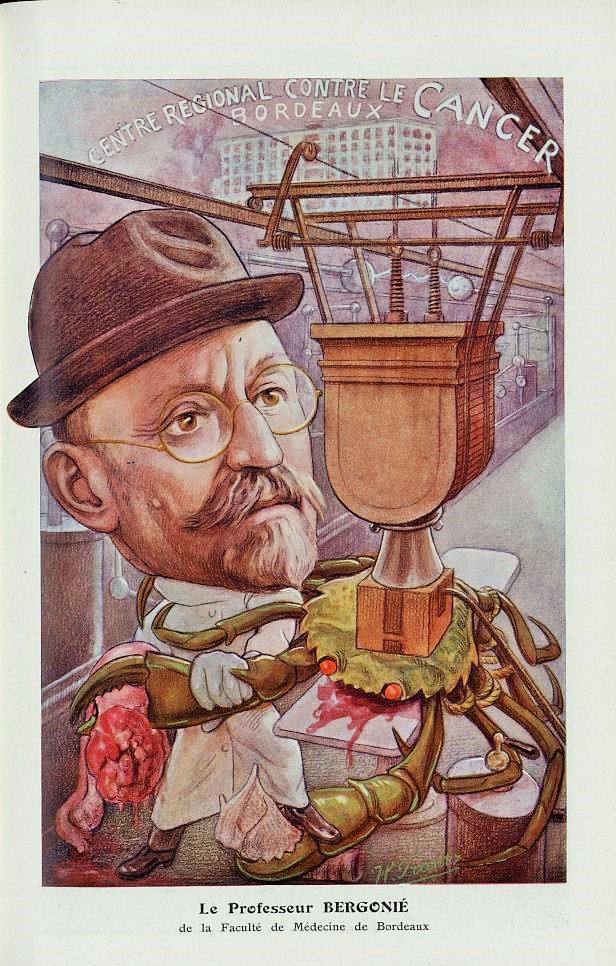
« Le Professeur Bergonié de la Faculté de médecine de Bordeaux », portait charge par H. Frantz, Chanteclair, 1924. Coll. de la Bibliothèque interuniversitaire de santé.

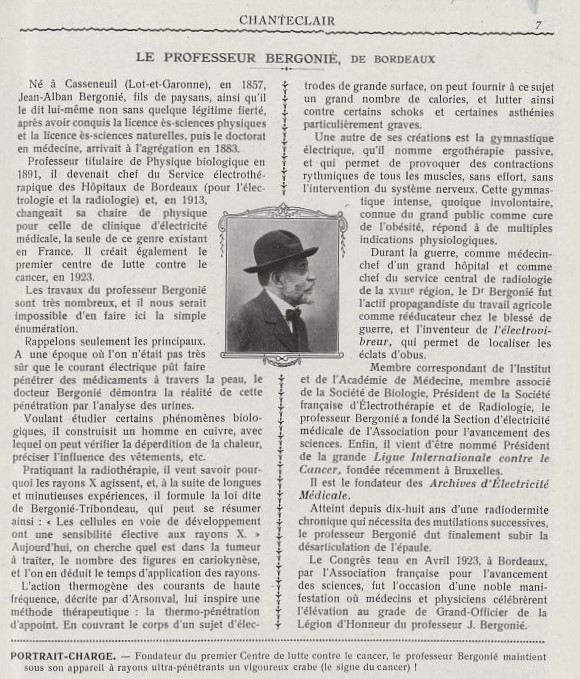
« Le Professeur Bergonié », Chanteclair, 1924. Coll. de la Bibliothèque interuniversitaire de santé.

Il est le fondateur en 1893 puis l'éditeur scientifique de la revue médicale mensuelle Archives d'électricité médicale expérimentales et cliniques, tome premier et série complète lire en ligne sur Gallica.
- Titres et travaux scientifiques, Impr. Delmas, Chapon, Gounouilhou (Bordeaux), 1924, Texte intégral.
- Contribution à l'étude des phénomènes physiques du muscle, impr. de G. Gounouilhou (Bordeaux), 1883, lire en ligne sur Gallica.
- La Physique en médecine, son enseignement, son influence, [leçon inaugurale faite à la Faculté de médecine et de pharmacie de Bordeaux, le 20 novembre 1890], Féret et fils (Bordeaux), 1890, lire en ligne sur Gallica.
- «La diathermie ration d'appoint», in: Paris médical : la semaine du clinicien, J.-B. Baillière et fils (Paris), 1913, n° 9, p. 111-17, Texte intégral.

En collaboration
- avec E.-J. Moure : Du Traitement par l'électrolyse des déviations et éperons de la cloison du nez, Féret et fils (Bordeaux), 1892, lire en ligne sur Gallica.
- Traité élémentaire de physiologie humaine par François Gilbert Viault (1849-1918)et Félix Jolyet(1841-1922), [avec la collaboration de MM. Bergonié et Ferré] , O. Doin (Paris), 1899, lire en ligne sur Gallica.
- avec L. Tribondeau [présenté par d'Ardonval]: «Interprétation de quelques résultats de la radiothérapie et essai de fixation d'une technique rationnelle», in: Comptes rendus hebdomadaires de l'Académie des sciences, 1906, pp. 983–985, Texte intégral.
- avec L. Beille et X. Arnozan : Bordeaux, métropole du Sud-Ouest : ... publié à l'occasion du 47e Congrès de l'Association française pour l'avancement des sciences, avec la collaboration de, Bordeaux, impr. Gounouilhou, 1923, 390 p. (lire en ligne)

Préface
- Placide Mauclaire (1863-1940) et L. Bouchacourt: Radioscopie chirurgicale. Les Opérations chirurgicales pratiquées sous le contrôle radioscopique, J.-B. Baillière (Paris), lire en ligne sur Gallica.

## Hommages
Son nom est gravé sur le Mémorial de radiologie (de), qui commémore les pionniers et martyrs de la radioactivité (physiciens, chimistes, médecins, infirmiers, laborantins etc), victimes parmi les premiers utilisateurs des rayons X dans le monde entier. Le mémorial qui comportait à l'origine 159 noms a été érigé dans le jardin de l'ancien hôpital Saint-Georges (de) à Hambourg (Allemagne) et a été inauguré le 4 avril 1936. 

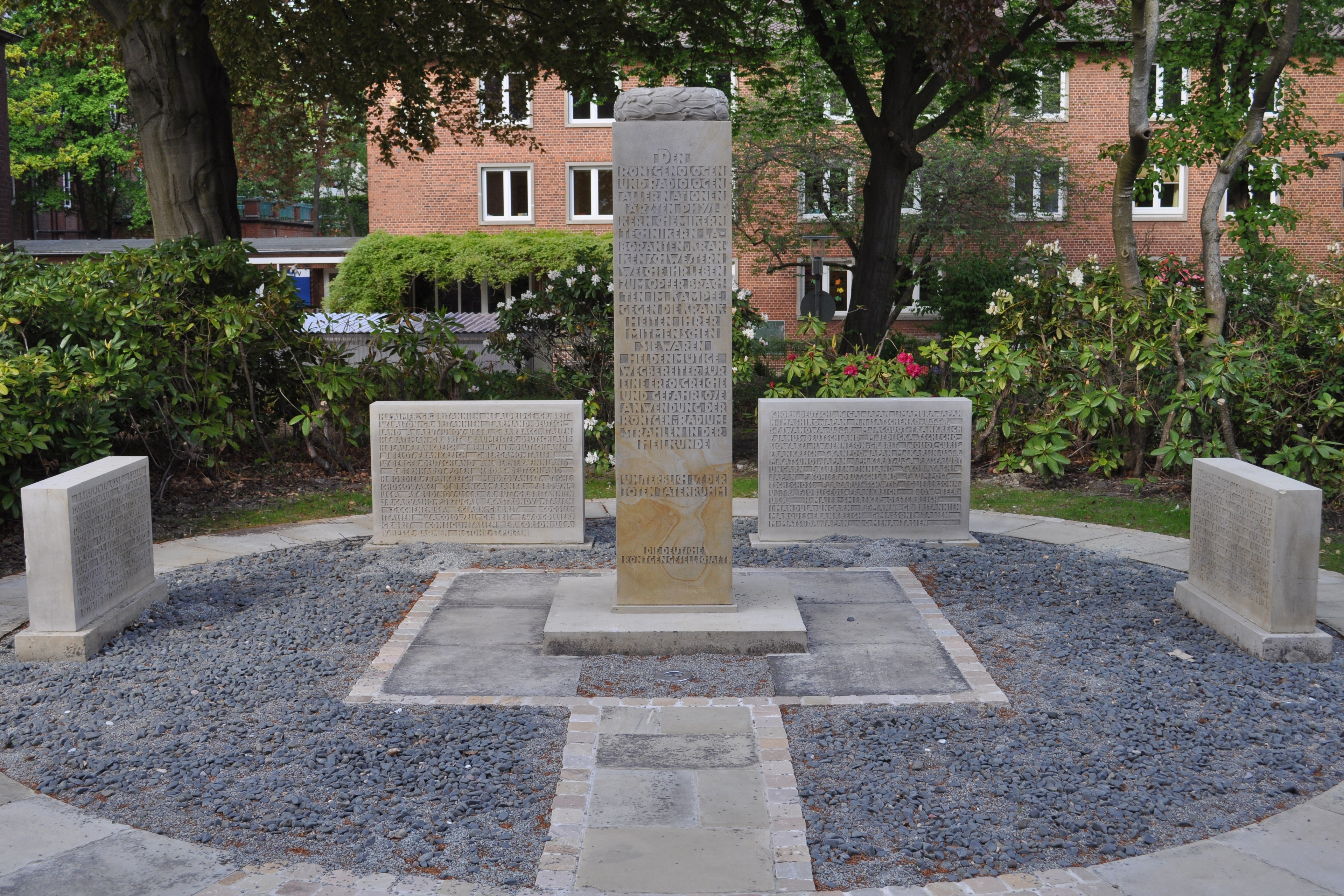
Mémorial de radiologie, Clinique Asklepios Saint-Georges à Hambourg, (Allemagne)